# جایزه هوپف
جایزه هوپف جایزه ای است که انستیتو تکنولوژی فدرال زوریخ از سال ۲۰۰۹ هر دو سال یک بار به پژوهش های برتر در زمینه ریاضیات محض اهدا می کند. این جایزه به نام هاینتس هوپف ریاضیدان آلمانی نامگذاری شده است و در جریان سخنرانیهایی که آنها هم به نام هوپف نامیده شده اند داده می شود. 

## برندگان جایزه
- ۲۰۰۹ رابرت مک فرسون
- ۲۰۱۱ مایکل راپوپورت
- ۲۰۱۳ یاکوف الیاشبرگ و هلموت هوفر